# Louis Desprez
Louis Desprez (* 21. Juni 1861 in Chaumont; † 6. Dezember 1885 in Rouvres-les-Vignes) war ein französischer Schriftsteller des Naturalismus.

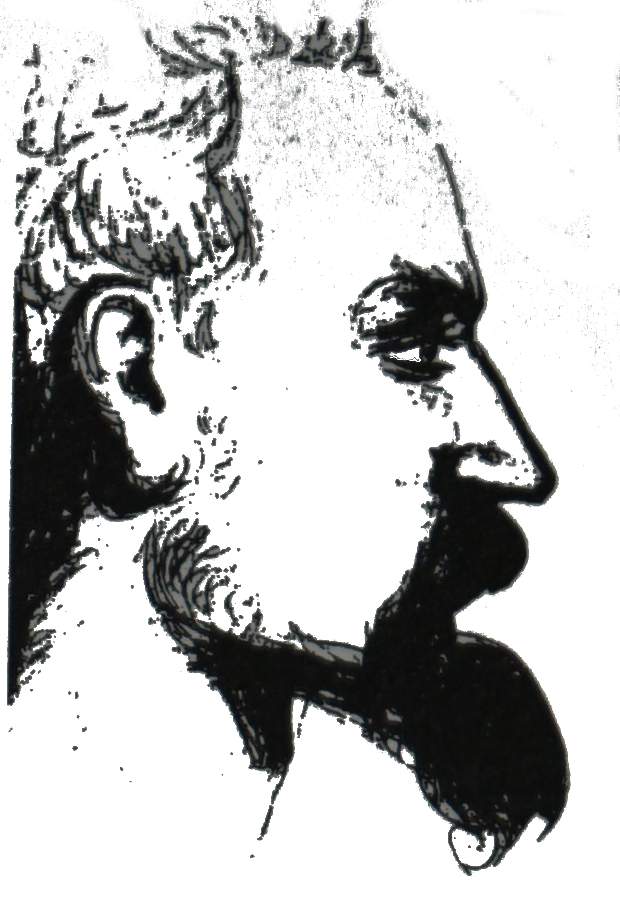
Louis Desprez

## Leben und Werk
Louis Desprez studierte Rechtswissenschaft. 1883 veröffentlichte er (zusammen mit Henry Fèvre) Dichtung, die von Maxime Du Camps Chants modernes (1855) inspiriert war, und ein Jahr später eine der ersten Studien über den literarischen Naturalismus von Flaubert bis Zola, die auf Ferdinand Brunetières Roman naturaliste von 1883 antwortete. Wieder mit Henry Fèvre schrieb er gleichzeitig den naturalistischen Roman Autour d’un clocher, der das Thema von Zolas Roman Die Sünde des Abbé Mouret mit einer an Pornographie grenzenden Drastik abhandelte. Das Manuskript war den Pariser Verlegern zu anstößig und musste in einem Brüsseler Verlag erscheinen. Desprez (aber nicht Fèvre) handelte sich einen Prozess ein, in dem er wegen Verstoß gegen die öffentliche Moral zu 1 Monat Gefängnis verurteilt wurde. Er beugte sich diesem Urteil und verbüßte die Strafe im Februar und März 1885 im Gefängnis Sainte-Pélagie. Dort wurde er anfänglich mit Gemeinkriminellen zusammengelegt, später mit den politischen Gefangenen. Seine seit Langem angegriffene Gesundheit brach zusammen. Er starb 9 Monate nach seiner Entlassung.

## Werke (Auswahl)
- (mit Henry Fèvre) La locomotive. Poésies. C. Marpon und E. Flammarion, Paris 1883.
- L’évolution naturaliste. G. Flaubert, les Goncourt, M. Alphonse Daudet, M. É. Zola, les poètes, le théâtre. Tresse, Paris 1884.
  - (Teildruck) Gustave Flaubert. Hrsg. René-Pierre Colin. Du Lérot, Tusson 2015.
- (mit Henry Fèvre) Autour d’un clocher. Moeurs rurales. Henry Kistemaeckers, Brüssel 1884. (Roman)
  - (Nachdruck) Louis Fèvre-Desprez (sic): Autour d’un clocher. Hrsg. Henri Mitterand. Slatkine, Genf 1980.
  - (mit Henry Fèvre) Autour d’un clocher. Moeurs rurales. Hrsg. Jean-François Nivet und René-Pierre Colin. Mont analogue, Aiglemont 1992.
- Pour la liberté d’écrire. Henry Kistemaeckers, Brüssel 1884.